# Эрзинджан
Эрзинджа́н (тур. Erzincan, арм. Երզնկա) — город и административный центр ила (области) Турции Эрзинджан в восточной Анатолии.

## География
Город расположен на высоте 1185 метров над уровнем моря. Население составляет 107 175 человек (2000).
Город известен сыром под названием Tulum Peyniri.
Эрзинджан расположен в сейсмически активной зоне и за свою историю не раз переживал тяжёлые землетрясения. Здесь на протяжении последних 800 лет произошло свыше 25 разрушительных землетрясений. Последнее из таких крупных землетрясений, произошедшее 26 декабря 1939 года, убило около 39 тысяч человек. Последнее землетрясение было отмечено 13 марта 1992 года.

## История
Эрзинджан был значительным местом в античности и самых ранних этапах истории Армении. В начале IV века, во время принятия Арменией христианства в качестве государственной религии, Григорием Просветителем здесь была уничтожена статуя армянской языческой богини Анаит.
В начале исламского периода город находился в непосредственной зоне византийско-арабских войн. До 1071 года, битвы при Манцикерте, город несколько раз попадал под разное владычество. В сельджукский период находился под контролем туркменского эмира Менгуджека и его потомков. Большую часть населения города продолжали составлять армяне. В 1228 году перешёл во владения Румского султана Кей-Кубада I, который перестроил его стены. Два года спустя близ Эрзинджана Кей-Кубад I потерпел сокрушительное поражение от Джелал ад-Дина. После 1242—1243 годов был захвачен монголами, позже став частью империи Ильханидов. Арабский автор Ибн Баттута посетивший город в 1331 году описывает его жителей как преимущественно армяне. После распада государства Ильханидов Эрзинджан перешел к правителю Сиваса и Кайсери Бану Эретне, а затем в 1394—1395 годах Гази Бурханеддину. В 1401 году, после осады, на короткий период Эрзинджан был захвачен османским султаном Баязидом I, но уже через год, после его поражения от Тамерлана в Ангорской битве, Эрзинджан отошел к государствам туркоманских династии Кара-Коюнлу и Ак-Коюнлу. После поражения Узун Хасана от Мехмеда II близ Терджана в 1473 году Эрзинджан на несколько десятилетия переходит в управление местных правителей.
Около 1474 года город посетил Афанасий Никитин, упомянувший его в своих путевых записках «Хожение за три моря».
Лишь после победы в Чалдыранской битве город переходит к Османской империи. В начале он стал санджаком провинции Эрзинджан, но примерно с 1534—1535 годов стал частью санджака Эрзурум. Имея стратегическое географическое положение, Эрзинджан всегда являлся важной военной базой. После Эрзинджанского сражения в течение восемнадцати месяцев 1916—1918 годов был занят русскими войсками.
В начале XIX века в Эрзинджане проживало ок. 50,000 человек, из которых 44,000 армян (88 %). В округе насчитывалось 124 армянские деревни.
В конце XIX века по данным, декларируемым османскими властями, проживало 23,000 человек, из которых 15,000 мусульмане. До армянского геноцида в начале XX века большую часть населения составляли армяне. Сегодня в Армении потомки спасшихся из этого города живут в селе Нор Ерзнка.

## Достопримечательности
- В Горячие источники: Эрзинджан и Экшису
- Крепости: Эрзинджана, Кемаха, Ширинли
- Церкви: Мерьем Аны (Св. Девы Марии), Исы Ворича и Ванк
- Мечеть: Гюлаби бея
- Усыпальницы: Тугай Хатун, Мелик Гази, Бехрам Шах, Гюльджю Баба и Мама Хатун
- Бани: Бек, Чадырджи, Гюлаби Бек
- Караван-сарай: Мама Хатун
- Мост: Кётюр.

## Известные уроженцы
- Ованес Ерзнкаци Плуз (около 1230—1293) — армянский учёный, поэт и философ.
- Костандин Ерзнкаци (около 1250—между 1314/1328) — армянский поэт
- Мовсес Ерзнкаци (около 1250-е — 1323) — армянский писатель, богослов и педагог
- Киракос Ерзнкаци (около 1270-е—1356) — армянский богослов, поэт
- Ованес Ерзнкаци (около 1270-е—1338) — армянский философ, грамматик, поэт, переводчик, педагог
- Мхитар Ерзнкаци — (XIV век) — армянский писатель, написал плач на смерть Костандина Ерзнкаци
- Геворг Ерзнкаци — (около 1350—1416) — армянский писатель, богослов и педагог
- Согомон Тейлирян — армянский мститель, застреливший одного из главных организаторов Геноцида Армян Талаата-пашу.
- Керим Текин (1975—1998) — турецкий поп-музыкант певец.
- Мурат Хан (р. 1975) — турецкий актер.
- Чаглар, Бехчет Кемаль (1908—1969) — турецкий поэт, драматург и общественный деятель.
- Лютфю Шехсувароглу (р. 1957) — поэт, писатель, журналист и общественный деятель